# Serge Pelletier
Serge Pelletier (Montréal, 21 novembre 1965) è un allenatore di hockey su ghiaccio e dirigente sportivo canadese naturalizzato svizzero.

## Carriera
Serge Pelletier iniziò la propria carriera da allenatore in Svizzera nel settore giovanile dell'Hockey Club Lugano, guidando la rappresentativa Under-20 dal 1989 al 1997. Per le tre stagioni successive fu vice allenatore della prima squadra, allora in mano al canadese Jim Koleff. Nel 2000 assunse il comando della panchina dell'HC Fribourg-Gottéron, rimanendovi fino al termine della stagione 2001-2002. Nella stagione 2002-2003 subentrò a Doug Mason alla guida dell'EV Zug, mentre dal 2003 fino all'ottobre del 2005 fu alla guida dell'Ambrì-Piotta, venendo poi esonerato e venendo sostituito sulla panchina dei bianco-blu dal finlandese Pekka Rautakallio.
Nel 2006 ritornò a Friburgo dove guidò con successo il Gotteron nelle cinque stagioni successive, arrivando per due volte in semifinale. Poco prima dell'inizio dei playoff della stagione 2010-2011 Pelletier fu esonerato a sorpresa nonostante un contratto valido fino al 2013. Dopo alcuni mesi di inattività nei quali svolse il ruolo di commentatore tecnico per televisioni e giornali Serge Pelletier fu richiamato dall'Ambrì-Piotta nell'ottobre del 2012 per sostituire lo statunitense Kevin Constantine. Il 10 febbraio 2013 la dirigenza del club prolungò il contratto di Pelletier fino al 30 aprile 2014, e con effetto immediato lo nominò anche nuovo direttore sportivo dopo l'addio di Jean-Jacques Aeschlimann. Nel novembre del 2013 prolungò il proprio contratto fino alla fine della stagione 2015-16. Il 25 ottobre 2015 venne sollevato dall'incarico di allenatore della prima squadra dell'Ambrì-Piotta.

## Statistiche
Statistiche aggiornate a ottobre 2012.

### Club
| Stagione  | Squadra      | Lega        | Ruolo                    | Note                                                                       |
| --------- | ------------ | ----------- | ------------------------ | -------------------------------------------------------------------------- |
| 1989-1990 | Lugano U20   | Elite Jr. A | Head Coach               |                                                                            |
| 1990-1991 | Lugano U20   | Elite Jr. A | Head Coach               |                                                                            |
| 1991-1992 | Lugano U20   | Elite Jr. A | Head Coach               |                                                                            |
| 1992-1993 | Lugano U20   | Elite Jr. A | Head Coach               |                                                                            |
| 1993-1994 | Lugano U20   | Elite Jr. A | Head Coach               |                                                                            |
| 1994-1995 | Lugano U20   | Elite Jr. A | Head Coach               |                                                                            |
| 1995-1996 | Lugano U20   | Elite Jr. A | Head Coach               |                                                                            |
| 1996-1997 | Lugano U20   | Elite Jr. A | Head Coach               |                                                                            |
| 1997-1998 | Lugano       | NLA         | Asst. Coach              |                                                                            |
| 1998-1999 | Lugano       | NLA         | Asst. Coach              |                                                                            |
| 1999-2000 | Lugano       | NLA         | Asst. Coach              |                                                                            |
| 2000-2001 | Gottéron     | NLA         | Head Coach               |                                                                            |
| 2001-2002 | Gottéron     | NLA         | Head Coach               |                                                                            |
| 2002-2003 | Zug          | NLA         | Head Coach               | Rimpiazza Doug Mason a stagione in corso                                   |
| 2003-2004 | Ambrì-Piotta | NLA         | Head Coach               |                                                                            |
| 2004-2005 | Ambrì-Piotta | NLA         | Head Coach               |                                                                            |
| 2005-2006 | Ambrì-Piotta | NLA         | Head Coach               | Rimpiazzato da Pekka Rautakallio a stagione in corso                       |
| 2006-2007 | Gottéron     | NLA         | Head Coach               |                                                                            |
| 2007-2008 | Gottéron     | NLA         | Head Coach               |                                                                            |
| 2008-2009 | Gottéron     | NLA         | Head Coach               |                                                                            |
| 2009-2010 | Gottéron     | NLA         | Head Coach               |                                                                            |
| 2010-2011 | Gottéron     | NLA         | Head Coach               | Rimpiazzato da René Matte a stagione in corso                              |
| 2012-2013 | Ambrì-Piotta | NLA         | Head Coach, Team Manager | Rimpiazza Kevin Constantine e Jean-Jacques Aeschlimann a stagione in corso |
| 2013-2014 | Ambrì-Piotta | NLA         | Head Coach, Team Manager |                                                                            |
| 2014-2015 | Ambrì-Piotta | NLA         | Head Coach, Team Manager |                                                                            |
| 2015-2016 | Ambrì-Piotta | NLA         | Head Coach               | Rimpiazzato da Hans Kossmann a stagione in corso                           |